# Castor canadensis
Il castoro americano (Castor canadensis Kuhl, 1820) è un animale che vive in Canada e in USA (ad esclusione del deserto sud-occidentale e della Florida peninsulare) e nelle regioni settentrionali del Messico.

## Descrizione

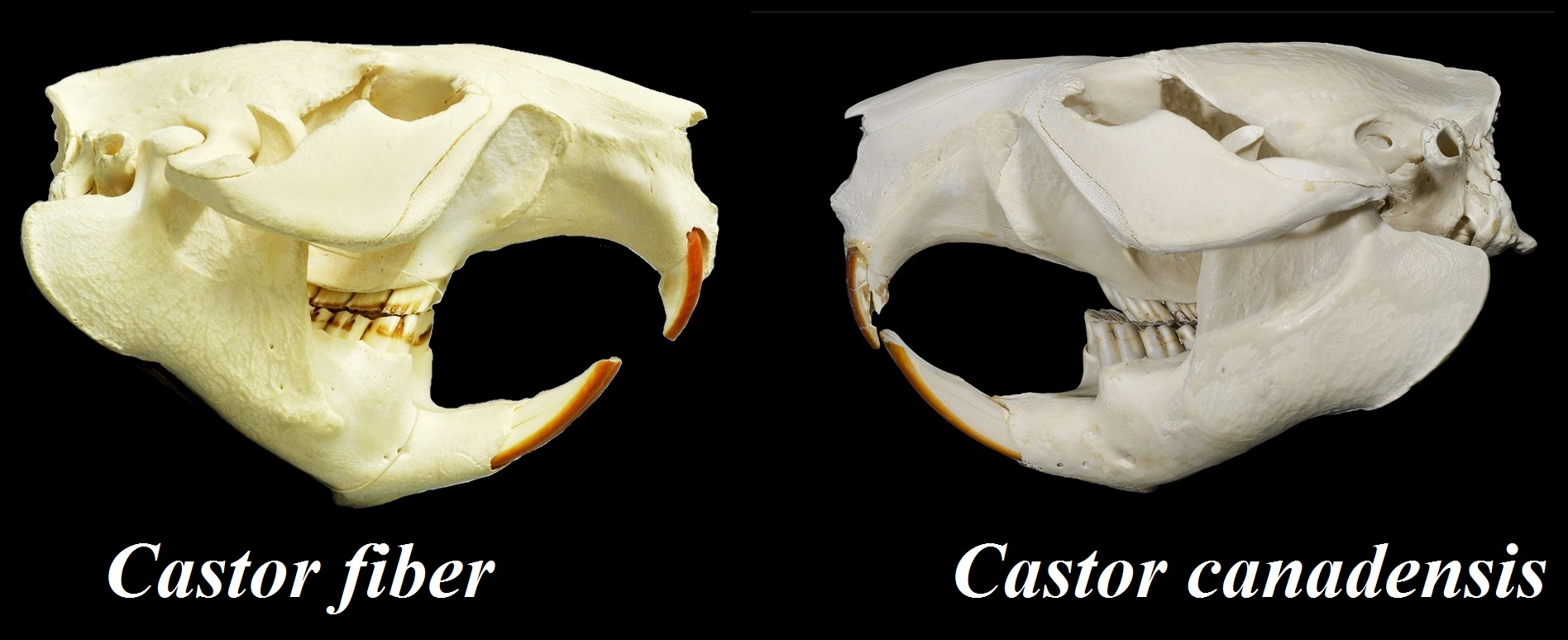
Cranio di castoro nordamericano (destra) in confronto a quello d'un castoro europeo (sinistra).

Il castoro nordamericano è il più grande roditore in America del Nord. Il peso di un esemplare adulto varia grossomodo tra i 13 e i 32 kg (in media 20 kg circa) e la lunghezza è circa 0,9-1,1 m.
I tratti morfologici, assai simili a quelli della specie europea, sono frutto dell'adattamento alla vita semiacquatica. Sono mammiferi acquatici con pelliccia impermeabile; il pelo è lungo, ruvido, bruno-rossiccio o bruno-nero, e, insieme al folto pelo grigio sottostante, trattiene il calore corporeo.
Il castoro americano ha lunghi baffi che lo aiutano a trovare la strada nell'oscurità.
I piedini posteriori sono più lunghi di quelli anteriori; le zampe posteriori sono grandi e palmate. I denti sono grandi e forti per il legno di rosicchiamento e si sviluppano durante la vita del castoro. Gli occhi hanno una membrana nittitante che lo rende in grado di vedere sott'acqua. Le narici e le aperture dei condotti uditivi possono chiudersi quando l'animale si immerge.

## Biologia
Vive in piccole colonie costituite da un insieme di più unità familiari formate da un maschio, una o 2 femmine e la prole fino al secondo anno di vita; la femmina è l'individuo dominante, tranne nel periodo degli amori (gennaio-febbraio). 
Durante l'inverno il castoro nordamericano non va in letargo e, sebbene si mostri raramente all'aperto, continua a restare attivo nella tana. Gli adulti sopravvivono quasi esclusivamente grazie al grasso accumulato d'estate cibandosi di foglie, cortecce e radici, mentre i giovani si nutrono con i rami raccolti e messi da parte dagli adulti nella stagione favorevole.

## Distribuzione e habitat
Il castoro nordamericano vive nelle aree forestali di Alaska, Canada e gran parte degli Stati Uniti.